# 둥충역
둥충역 (중국어 정체자: 東涌)은 홍콩 지하철 둥충 선의 역이다. 둥충 선의 서쪽 종착역이기도 하며 옹핑 케이블카로 갈아탈 수도 있다. 역 상징색은 라벤더색이며, 역 설계는 아에다스 사가 맡았다.
둥충 역은 란터우섬 북부 연안의 둥충에 위치해 있다. 역 주변 지역은 원래부터 있던 주택가이며, 역세권 내에는 아파트와 학교가 밀집해 있다. 둥충 역 C출구로 나가면 광장이 나오는데, 지하철역과 버스터미널, 그리고 근처 쇼핑몰인 시티게이트 아울렛과 이어진다. 둥충 역은 올림픽 역과 함께 환승역이 아닌 유일한 일반역이기도 하다.

## 역 구조
지하에 위치한 역으로 섬식 승강장 구조를 지니고 있다. 승강장을 따라서는 '퍼스트 트레인' 안내판이 있어 승객들이 어느 열차에 올라야 하는지 안내해준다.
| 1F        | 육교                              | 시티게이트와 푸통 단지를 잇는 육교, MTR샵                                                                |
| G         | 대합실                            | 출구, 대중교통 환승, 옹핑 360 케이블카 탑승장, 고객서비스 MTR샵, 항셍은행, 자판기, ATM기 옥토퍼스 홍보기 |
| L2 승강장 | 승강장 2                          | 둥충선 홍콩 방면 (서니베이) →                                                                            |
| L2 승강장 | 섬식 승강장, 왼쪽문/오른쪽문 열림 | |
| L2 승강장 | 승강장 1                          | 둥충선 홍콩 방면 (서니베이) →                                                                            |

## 출입구
둥충 역 대합실은 지상에 있으며, 대합실 끝쪽에 두 개씩 총 4개의 출구가 있다.
- A: 푸통 단지[2]
  - 둥충 크레센트 (1-3블록), 칭충하우포운 초등학교, 푸둥 단지, 푸둥 플라자, 콩칭기신칼리지
- B: 옹핑 360[2]
- C: 시티게이트 아울렛[2]
- D: 푸둥 가[2]

## 교통

### 택시
출구 A에서 시내택시 (적색)를, 출구 D에서 란타우 택시 (청색)을 탈 수 있다. 후자는 란터우섬을 다니는 택시다.

### 옹핑 케이블카
2006년 9월 18일에 개통한 MTR 소유의 옹핑 케이블카로 둥충과 옹핑을 잇는다. 옹핑에는 보린 선사와 천단대불이 있다. 둥충 케이블카 터미널은 둥충역 B출구에서 약 200m 떨어진 위치에 있다.

## 갤러리

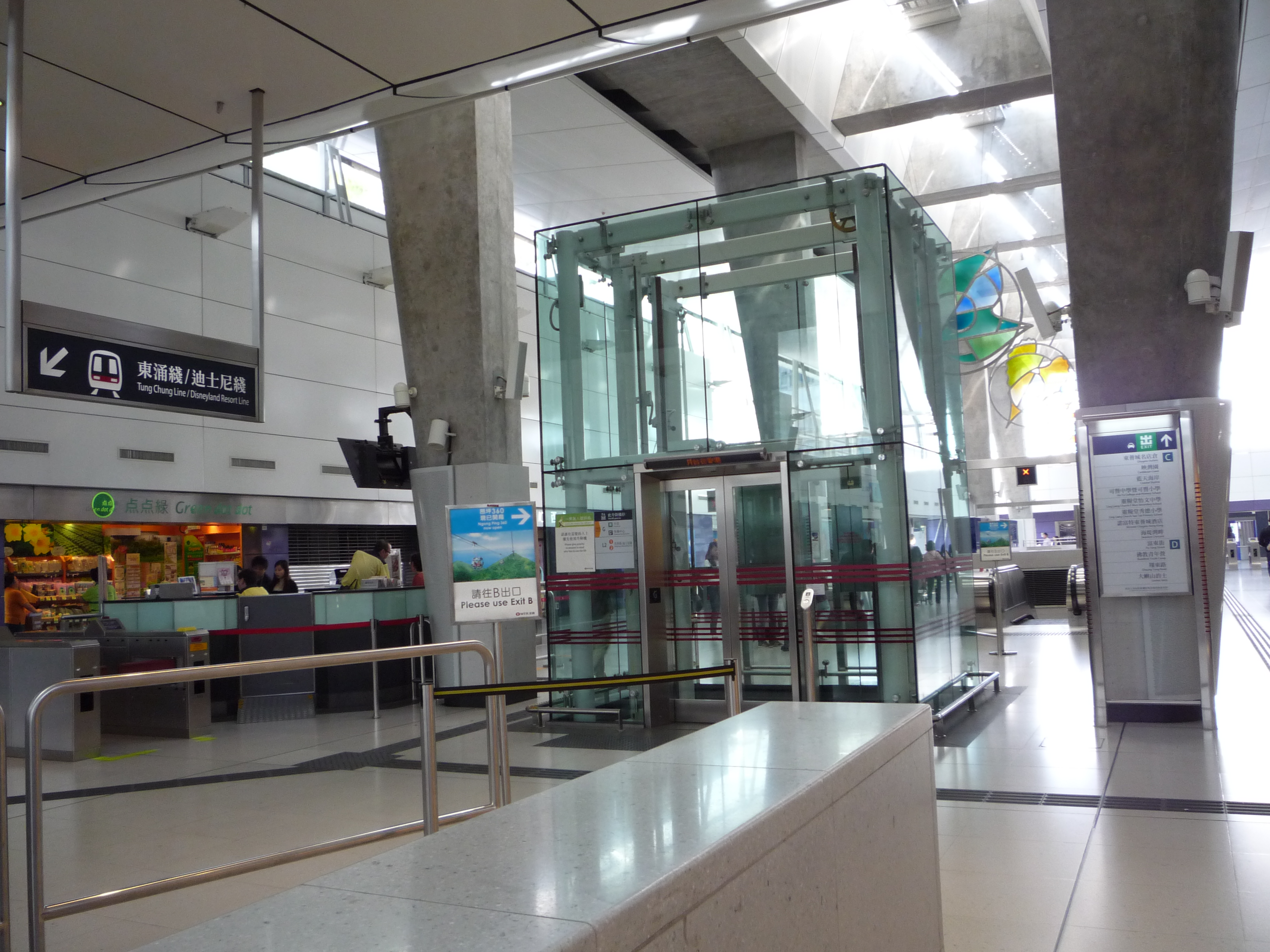
둥충 역 대합실
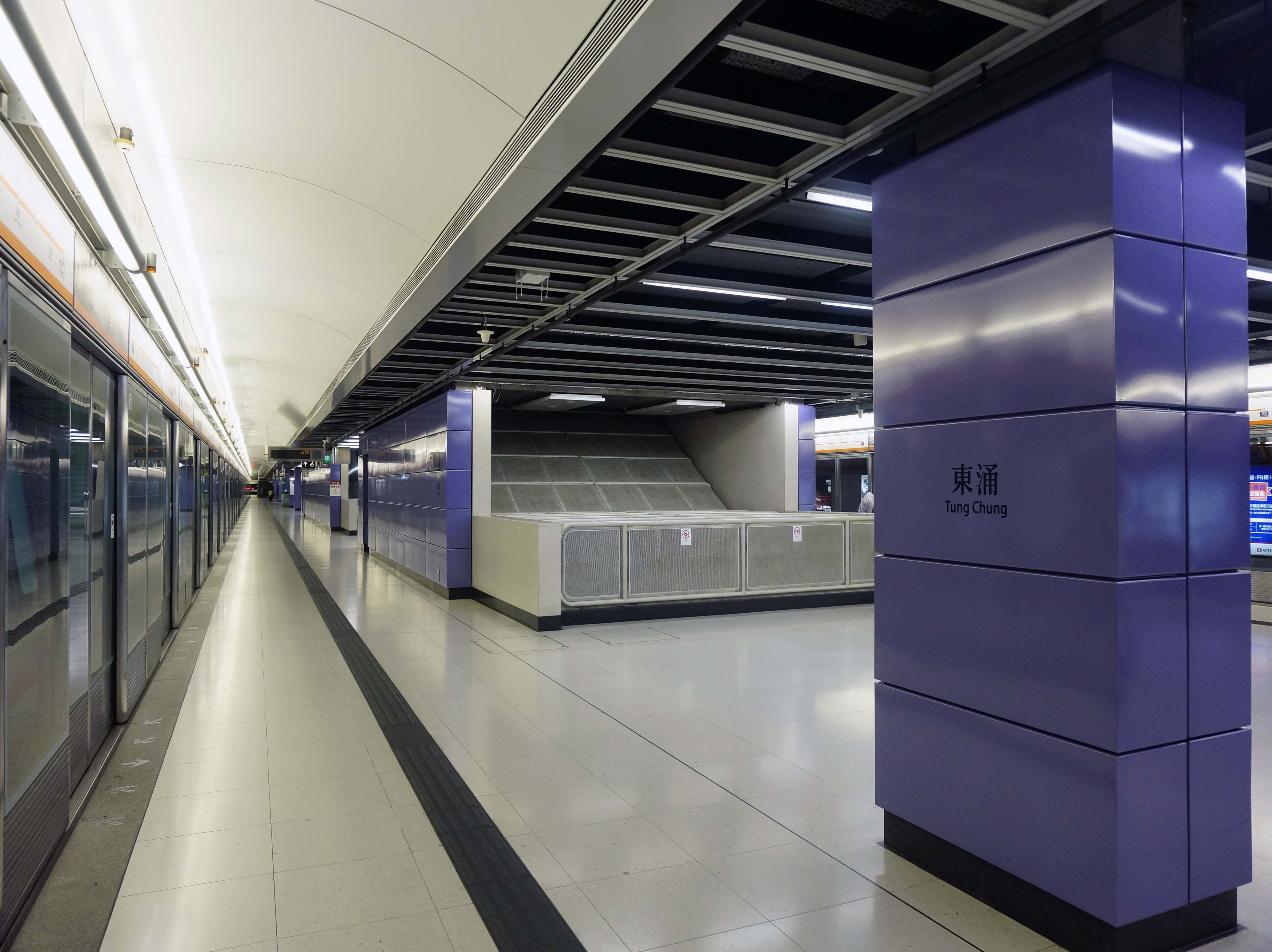
둥충 역 승강장
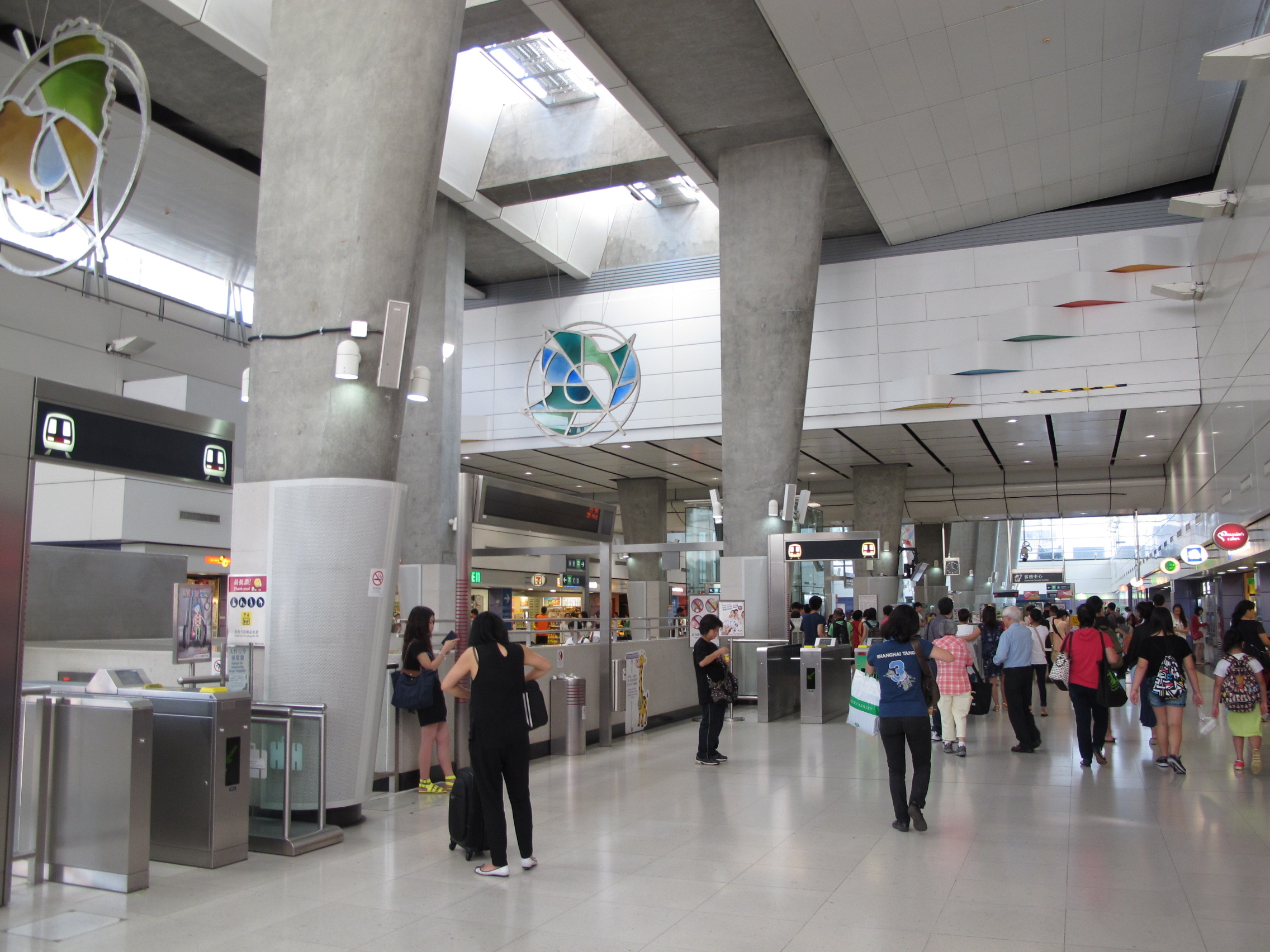
둥충 역 대합실 (위에는 푸동 단지로 향하는 육교)
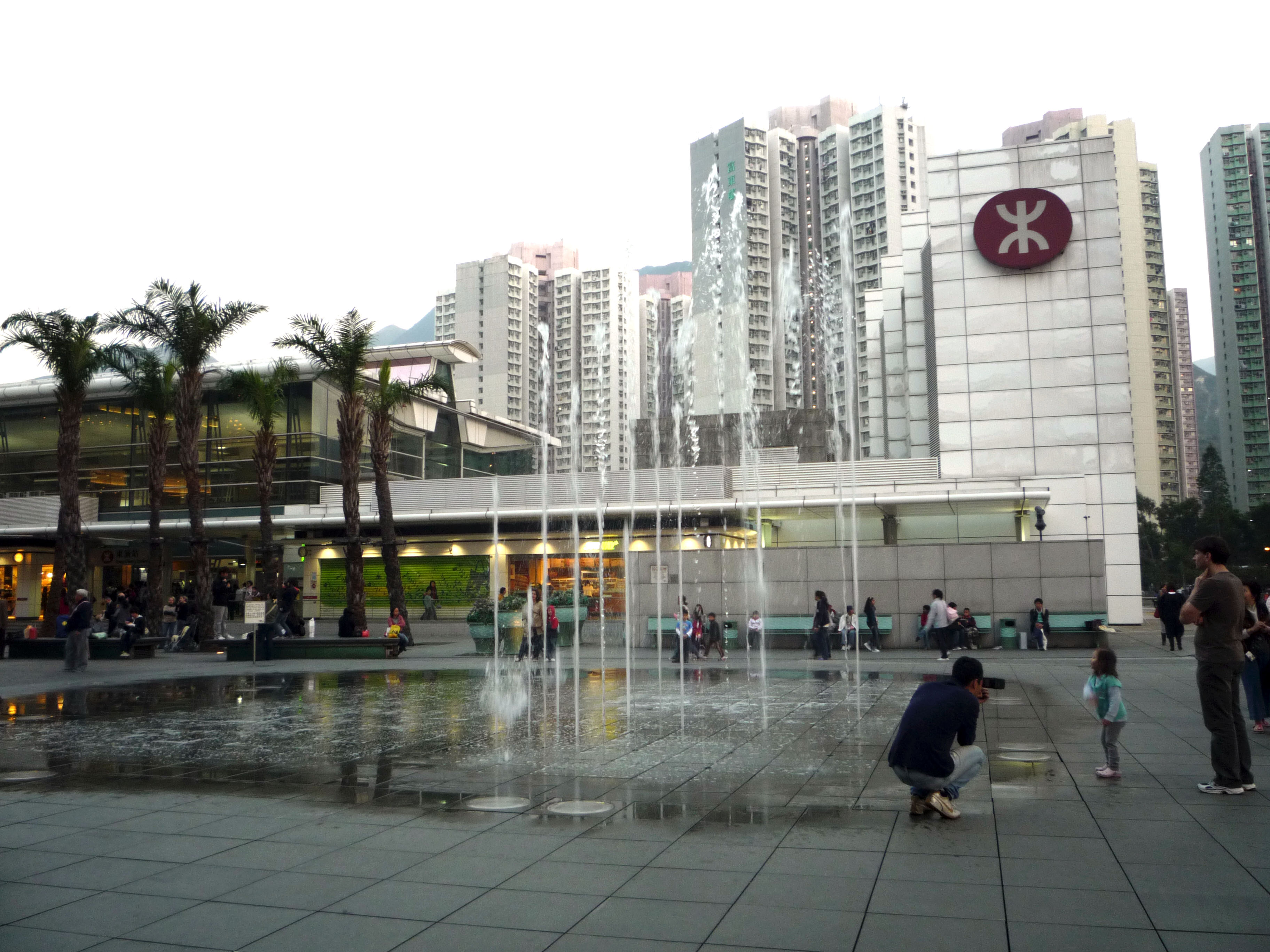
둥충 역의 외관